# Bray Lock

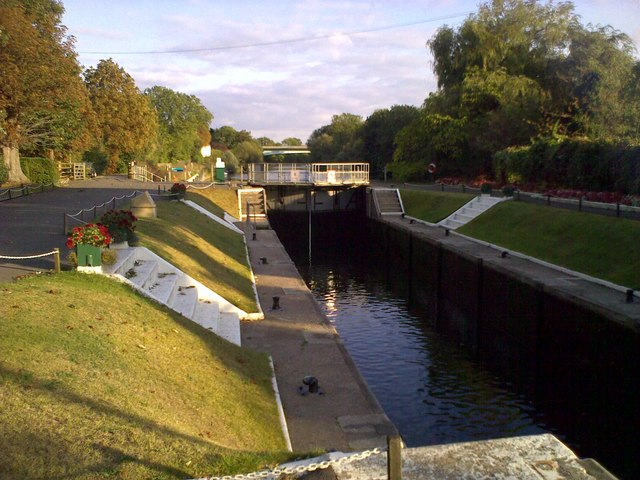
Das Bray Lock

Das Bray Lock ist eine Schleuse in der Themse bei Bray. Sie liegt auf der Flussseite die zur britischen Grafschaft Buckinghamshire gehört, gegenüber von Bray, das in Berkshire liegt.  Die Schleuse wurde 1845 von der Thames Navigation Commission gebaut. Das Schleusenwärterhaus steht auf der Insel Parting Eyot zwischen der Schleuse und dem Wehr.

## Geschichte
Eine Mühle wird bereits im Domesday Book an dieser Stelle erwähnt und 1328 wird von einer Schleuse und einem Wehr mit Namen Braibrok gesprochen. Aus dem Jahr 1377 gibt es Beschwerden von Reisenden, die über die überzogenen Gebühren an einer Stauschleuse, die Hameldon Lock genannt wird, klagen. Die Schleuse und das Wehr wurden 1510 auf Anordnung des Commissioners of Sewers beseitigt.
1622 wurde von Thomas Manfield eine neue Stauschleuse gebaut. Eine neue Schleuse und ein Wehr wurden zuerst 1833 vorgeschlagen, um der Schifffahrt oberhalb zu helfen. Der Höhenunterschied zwischen Maidenhead und Boveney war groß, was zu Untiefen und starker Strömung im Fluss führte. Der Leinpfad verlief auf dem Ufer von Buckinghamshire, während die Schifffahrtsroute auf der Berkshireseite verlief, so dass die Schleppleinen an dieser Stelle über die Inseln geführt werden mussten. Der Vorschlag eine Schleuse zu bauen wurde 1843 vorgebracht. Ein Schleusenwärterhaus wurde auf dem Parting Eyot errichtet und eine Schleuse ohne Schleusentore wurde im nächsten Jahr gebaut. Der Müller beteiligte sich an den Kosten für ein Wehr. Die Schleuse blieb geöffnet außer in Zeiten, in denen der Wasserstand sehr niedrig war und es wurden keine Gebühren verlangt. Tore wurden vor 1877 in die Schleuse eingebaut. Die Schleuse und das Wehr wurden 1885 erneuert. Vor dem Neubau hatte Charles Dickens das Bray Lock als ein „heruntergekommenes und gefährliches Bauwerk“ bezeichnet.

## Der Fluss oberhalb der Schleuse
Gleich hinter der Schleuse liegt Headpile Eyot. Es folgt die von Isambard Kingdom Brunel gebaute Maidenhead Railway Bridge und dann kurz darauf die Maidenhead Bridge.
Nach der Brücke folgen Guards Club Island, Bridge Eyot und Grass Eyot bis man das Boulter’s Lock erreicht.
Der Themsepfad verläuft auf der östlichen Seite des Flusses bis zur Maidenhead Bridge dort wechselt er die Seite und führt dann weiter am Fluss bis zum  Boulter’s Lock.